# Rhein-Wupper-Bahn
Rhein-Wupper-Bahn ― линия Региональных поездов между Вупперталем и городом Бонн. Также линия известна как RB48.

## Подвижной состав

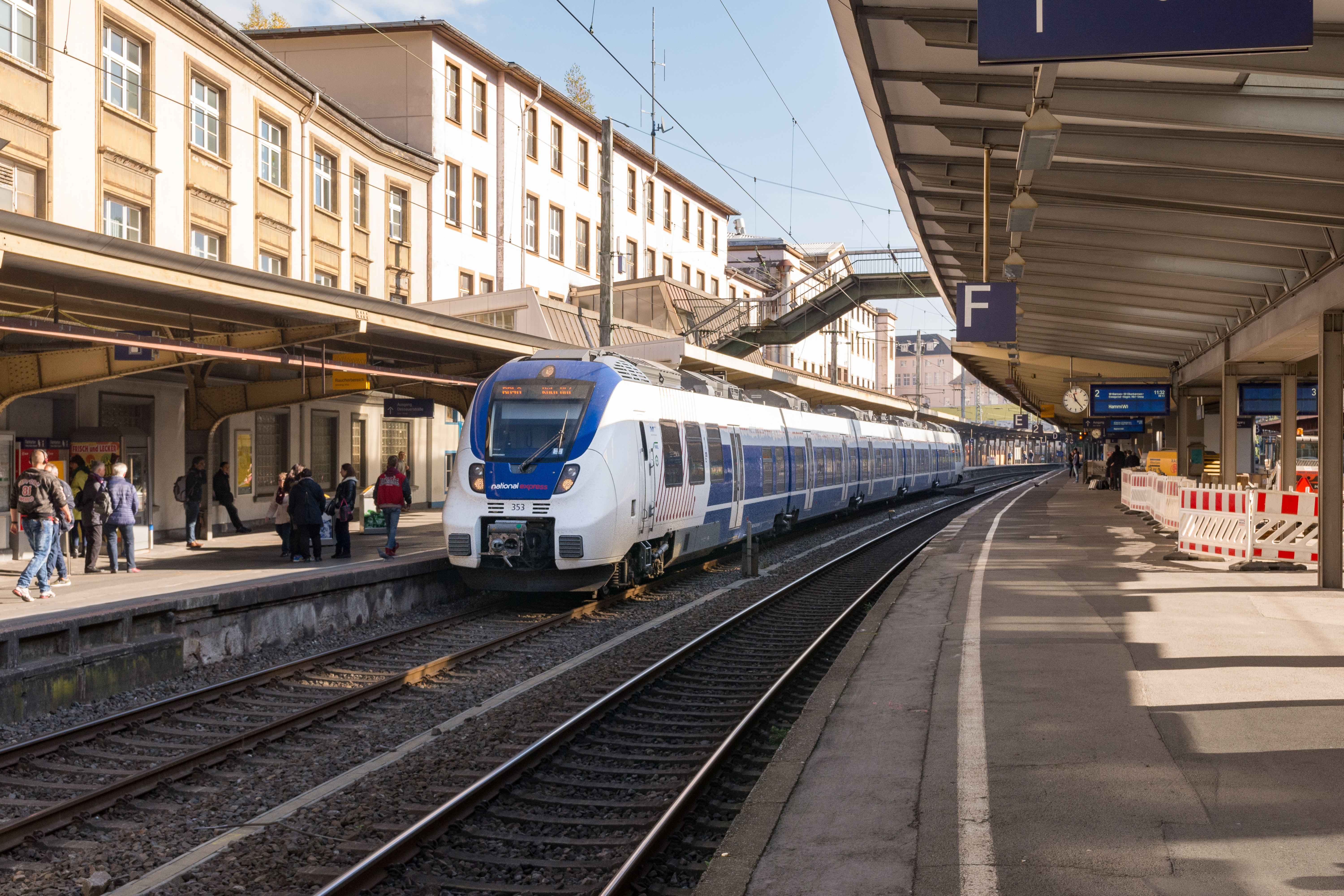
Bombardier Talent 2 на станции Wuppertal Hbf

После декабря 2015, на линии ездят исключительно Bombardier Talent 2. До их появления на маршруте, курсировали поезда BR 111, BR 425 и BR 426.

## История
Rhein-Wupper-Bahn был создан на замену Rhein-Wupper-Express (RE6) в 2002 году. Далее в 2015 Rhein-Wupper-Bahn а также Rhein-Münsterland-Express были переданы компании National Express. Попытки Deutsche Bahn предотвратить переход двух линий под контроль National Express были безуспешными. Действие контракта будет завершено в 2030 году.

## Интервал движения
Согласно расписанию, RB48 ездит раз в час.